# Jan Kubiš (manažer)
Jan Kubiš (* 17. března 1970) je český manažer, od dubna do srpna 2014 generální ředitel Ředitelství silnic a dálnic ČR.

## Život
Pochází z jižních Čech.
Živil se tím, že řídil finance ve firmě Assa Abloy, která vyrábí zámky (v ČR vlastní například značku FAB). Pracoval jako finanční ředitel v nadnárodní společnosti Ness, která se zabývá vývojem a distribucí IT systémů pro firmy (v letech 2010 až 2011 byl i jednatelem její české pobočky). Později přešel do Atos IT Solutions and Services, v níž byl také finančním ředitelem.
Dne 31. března 2014 jej ministr dopravy Antonín Prachař jmenoval generálním ředitelem Ředitelství silnic a dálnic ČR, a to s účinností od 2. dubna 2014. Během prvního dne ve funkci odvolal většinu vedení ŘSD. Jan Kubiš nečekaně nabídl svou rezignaci ministru Prachařovi dne 28. července 2014, ten ji o den později přijal. Ve funkci oficiálně skončil dne 1. srpna 2014.